# Oyo (Nigéria)
Oyo város Nigéria délnyugati részén, az azonos nevű szövetségi államban. A város lakossága 386 ezer fő volt 2012-ben elővárosokkal mintegy 1 millió fő. 
Az egykori joruba város jóval északabbra feküdt és a 17. században az Oyo Királysághoz tartozott, majd a fulánik az 1830-as években dúló háború során lerombolták. Az ország első útja, amelyet 1905-ben kezdtek el építeni, Oyót az 50 km-re levő Ibadannal kötötte össze. 
Gazdaságában kiemelkedő a textil-, bőráru- és kézművesipar, a dohány- és élelmiszeripar. A környező mezőgazdasági vidéken gyapotot, kukoricát, kakaót, pálmaolajat termesztenek. Körzetében aranyat és ónt bányásznak.

## Fordítás
Ez a szócikk részben vagy egészben  az   Oyo (Nigeria) című német Wikipédia-szócikk fordításán alapul.  Az eredeti cikk szerkesztőit annak laptörténete sorolja fel. Ez a jelzés csupán a megfogalmazás eredetét és a szerzői jogokat jelzi, nem szolgál a cikkben szereplő információk forrásmegjelöléseként.
Ez a szócikk részben vagy egészben  az   Oyo, Nigeria című angol Wikipédia-szócikk fordításán alapul.  Az eredeti cikk szerkesztőit annak laptörténete sorolja fel. Ez a jelzés csupán a megfogalmazás eredetét és a szerzői jogokat jelzi, nem szolgál a cikkben szereplő információk forrásmegjelöléseként.